# Canto a la revolución de octubre
Canto a la revolución de octubre es un álbum musical de varios intérpretes, lanzado en 1977, debido al 60.º aniversario de la Revolución rusa de 1917. El disco fue publicado por primera vez en Francia, bajo el título Chants pour la revolution d'octobre, y al año siguiente apareció la primera versión bajo el título en castellano.
Las canciones son interpretadas por agrupaciones folclóricas y cantautores chilenos, tales como Quilapayún, Inti-Illimani, Isabel Parra, Ángel Parra y Patricio Manns, todos ellos exiliados en Europa producto de la dictadura militar; además de contar con un tema de Víctor Jara, quien fuera torturado y asesinado en Chile en 1973, a pocos días de realizado el Golpe de Estado. La única excepción es el tema «Venceremos», que es interpretado por el coro del ejército soviético.

## Lista de canciones[3]
| N.º   | Título                                    | Escritor(es)                 | Intérprete                        | Duración |  |
| 1.    | «Manifiesto»                              | Víctor Jara                  | Víctor Jara                       | 4:29     |  |
| 2.    | «Por montañas Y praderas»                 | popular rusa                 | Quilapayún                        | 3:09     |  |
| 3.    | «Ayúdame Valentina»                       | V. Parra, I. Parra           | Isabel Parra                      | 3:03     |  |
| 4.    | «La patria»                               | Osvaldo Rodríguez            | Osvaldo Rodríguez                 | 2:11     |  |
| 5.    | «Pájaro Chile»                            | Ángel Parra                  | Ángel Parra                       | 2:35     |  |
| 6.    | «Himno de las JJ CC de Chile»             | Sergio Ortega                | Quilapayún                        | 3:05     |  |
| 7.    | «Venceremos»                              | C. Iturra, S. Ortega         | Coro del Ejército Rojo            | 3:13     |  |
| 8.    | «Hacia la libertad»                       | J. Seves, H. Salinas         | Inti-Illimani                     | 3:49     |  |
| 9.    | «Lautaro»                                 | Patricio Castillo            | Patricio Castillo                 | 5:16     |  |
| 10.   | «1917» (versión de «Canción sin límites») | Patricio Manns               | Patricio Manns                    | 3:47     |  |
| 11.   | «Al creador de la grandeza»               | Pablo Neruda, Marcelo Coulón | Marcelo Coulón, Taller Recabarren | 2:43     |  |
| 12.   | «Octubre»                                 | Marcelo Coulón               | Marcelo Coulón, Taller Recabarren | 3:08     |  |
| 13.   | «Día de la victoria»                      | V. Jaritonov, D. Tukhmanov   | Quilapayún                        | 3:04     |  |
| 43:32 |                                           |                              |                                   |          |  |